# Chiloeches
Chiloeches è un comune spagnolo di 3 291 abitanti situato nella comunità autonoma di Castiglia-La Mancia.
Il comune comprende, oltre il capoluogo omonimo, i nuclei abitati di Albolleque, Urb. El Clavín, Urb. El Mapa, Urb. La Celada e Urb. Medina Azahara.